# Història de Panamà
La història de Panamà s'ocupa de la llarga història de la regió de l'Istme de Panamà que es va desenvolupar al sud de la regió centreamericana, des de les cultures precolombines, durant l'era colonial espanyola, en la seva independència i en l'actual estat de Panamà.

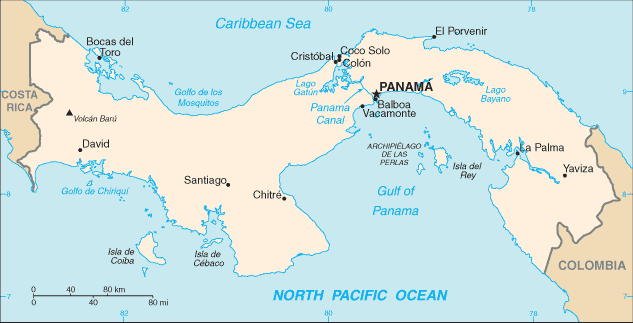
Ubicació de Panamà entre l'Oceà Pacífic (a baix) i el Mar del Carib (a dalt).

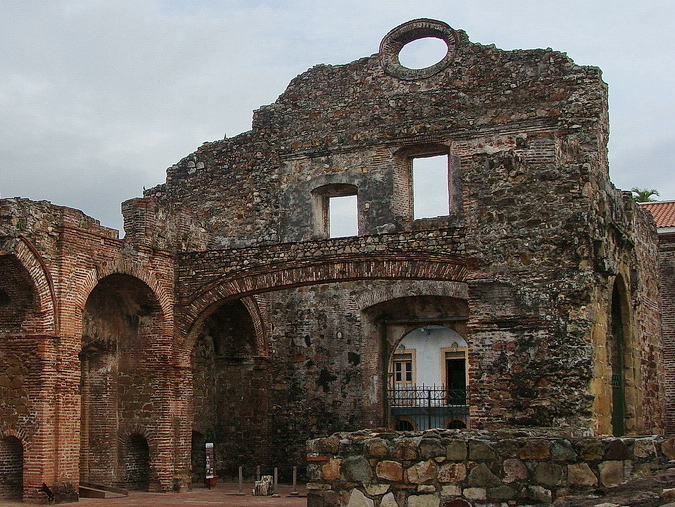
"El Arco Chato", Església de Santo Domingo.

## Època precolonial

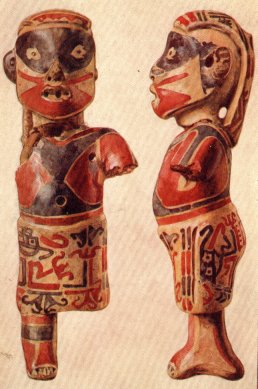
Art precolombí de Panamà.

Fins al moment de l'arribada dels conqueridors espanyols, es calcula la població d'indígenes de l'istme seria d'entre sis-cents mil fins a un milió i mig d'habitants. Van trobar diversos grans "regnes" ("cacicazgos") amb la seva pròpia organització política i militar, on una elit sacerdotal s'estructurava un govern teocràtic i representava la noblesa. La resta de la població es dividia en nobles, militars, sacerdots, poble i esclaus.
A l'àrea avui coneguda com a províncies centrals es distingien els reis Esquina, Urraca, Paris, Escoria, Natá i Chiru, a més d'altres pobles ja extints com els Chánguenas, Doraces i Zuríes. Els seus descendents estan representats pels actuals Ngöbe-Buglé-Guaymí, que ocupen les terres altes de Veraguas, Chiriquí i Bocas del Toro.
La cultura Kuna va aconseguir establir-se durant el segle XVI a la regió de Bayano i Darién en ser delmada la població original de l'àrea. A partir del segle xviii l'àrea va ser ocupada per la cultura Chocoe, aparentment originària de l'actual departament del Chocó a la República de Colòmbia. Abans del segle xviii, la regió del Darién estava habitada pels kunes i no chocoes. Probablement des del període precolombí, els indígenes emberà habitaren la part sud-est del Darién.
Entre 1719 i 1726, els gunes van lluitar contra els colons espanyols, i amagaven els pirates en els rius de l'àrea durant els seus atacs als espanyols. Per aquesta raó, en 1783 la Corona Espanyola va expedir una Reial Ordre per a la "reducció" o "extinció" dels gunes. Mitjançant "mercenaris" chocoes (armats amb sarbatanes i dards verinosos), negres i espanyols, se'ls va reduir a les capçaleres dels rius Tuira i Chucunaque.
És probable que els supervivents de les poblacions indígenes de l'istme fossin absorbits per altres grups indígenes procedents del sector Carib, del litoral pacífic colombià i de la Zona de Talamanca de Costa Rica. També van contribuir a la seva desaparició la tasca de missioners i colonitzadors espanyols, així com la importació d'indis esclaus de Centre i Sud-amèrica, ja que van introduir en els segles xvi i xvii grans grups humans molt diferents tant lingüísticament com cultural. Tot això va generar una gran barreja de cultures.

## Descobriment

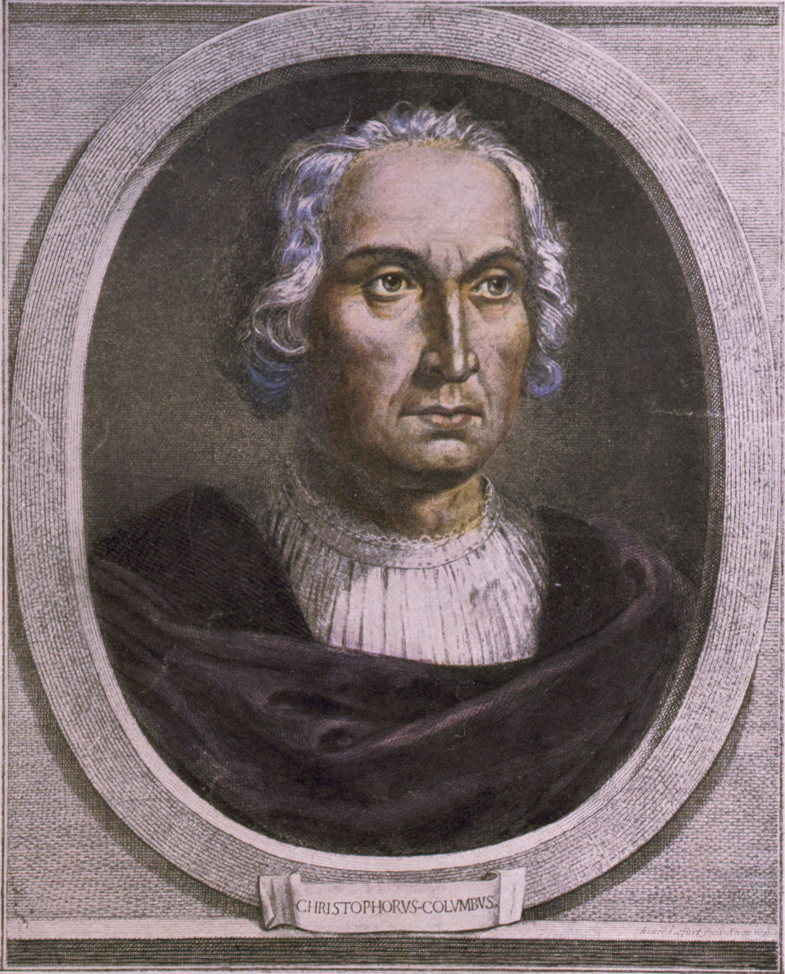
Cristòfor Colom.

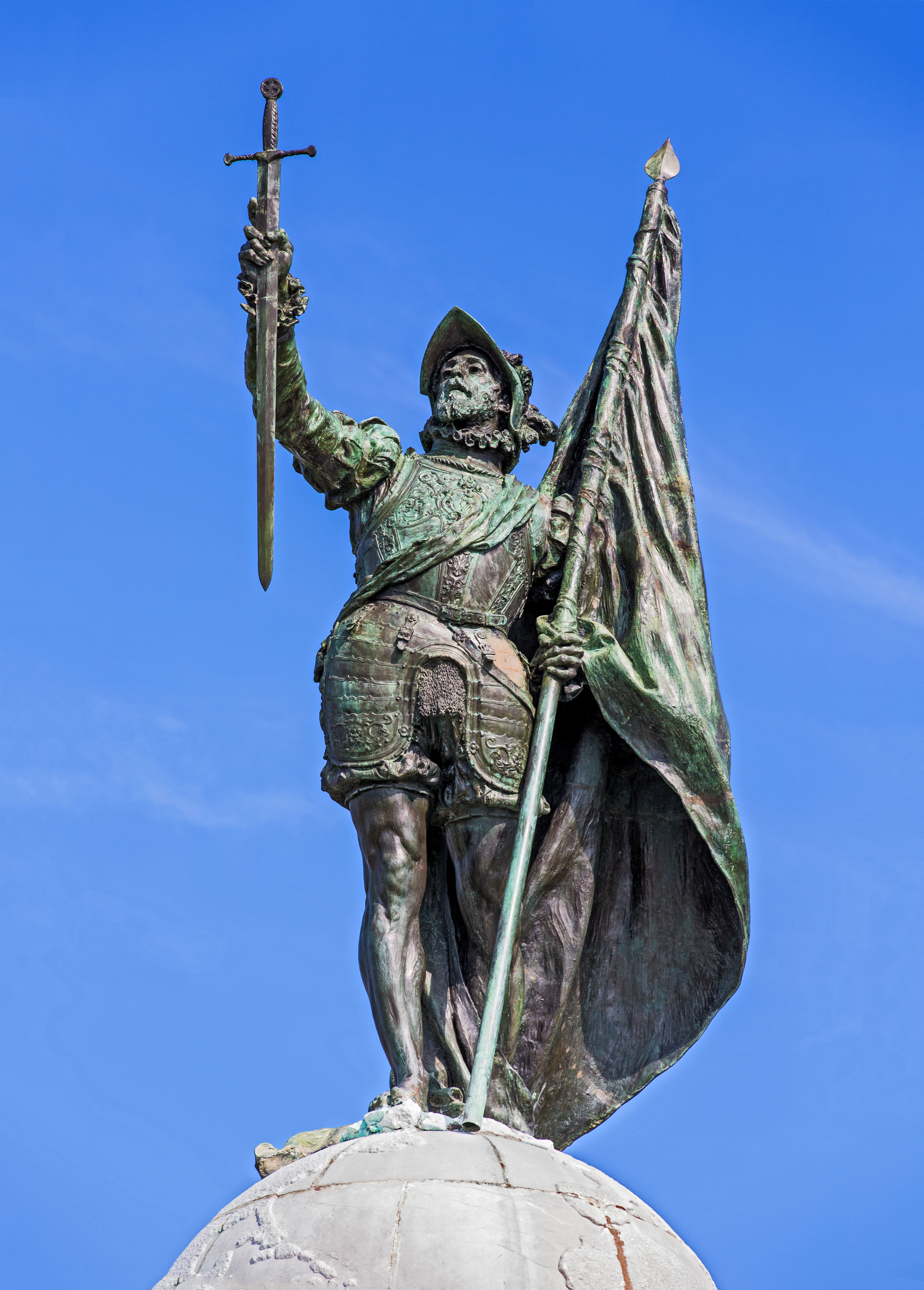
Monument a Vasco Núñez de Balboa a la ciutat de Panamà.

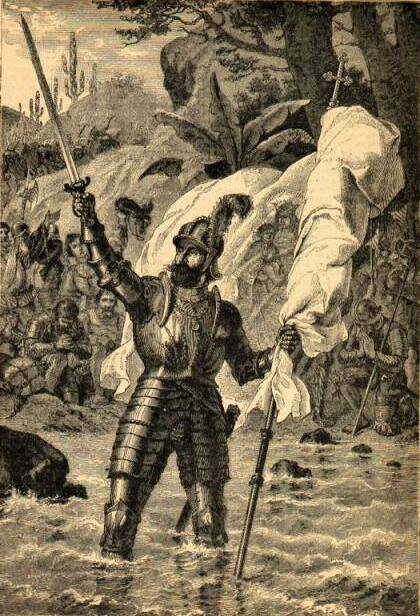
Vasco Nuñez de Balboa, reclamant el mar del Sud per a la corona espanyola.

L'istme de Panamà va ser visitat per primera vegada pels conqueridors espanyols durant l'expedició de l'escrivà de Triana, Rodrigo de Bastidas, el 1501. Bastidas va navegar la costa del Carib de l'actual província de Colón i les illes de l'arxipèlag de la Comarca de San Blas. A causa de la mala condició dels seus vaixells, Bastidas va suspendre la seva expedició i va tornar a Espanya.
El 10 d'octubre de 1502, en el seu quart viatge, Cristòfor Colom va arribar a la costa atlàntica de l'istme, en les actuals províncies de Bocas Del Toro i Veraguas. El 2 de novembre, va arribar a una badia a l'actual província de Colón, a la qual va batejar com el nom de Portobelo o Port Bell.

### Fundació de Santa María La Antigua
Santa María la Antigua del Darién va ser la primera ciutat fundada pels espanyols a la Terra Ferma d'Amèrica, situada al Darién, a la regió de l'actual frontera entre Panamà i Colòmbia.
Va ser fundada per Vasco Núñez de Balboa el 1510, en els territoris del Cacic Cémaco. En trobar una forta resistència per part dels indígenes de l'àrea, els espanyols van oferir a la Verge de l'Antigua venerada a Sevilla, que en cas sortir triomfants en la batalla donarien el seu nom a la població. Cémaco va ser vençut i al setembre de 1510, complint amb la promesa feta la ciutat va ser batejada amb el nom de Santa Maria de la Antigua del Darién.
Es va constituir un govern municipal, i es va realitzar en ella el primer cabildo obert al continent americà, en el qual es va designar Martín Fernández de Enciso com a alcalde. En aquesta ciutat, també es va construir la primera església en terra ferma, sobre el lloc de l'habitatge de Cémaco, i va ser la primera seu episcopal del continent.
Santa Maria la Antigua del Darién va ser la capital del territori de Castella d'Or fins a la fundació de la Ciutat de Panamà per Pedrarias Dávila el 1519. Pedrarias va ordenar el trasllat de la Capital de Castella de l'Or, persones, bestiar i municions a la nova Panamà a la vora del Mar del Sud o Oceà Pacífic. Pocs anys després Santa María L'Antiga del Darién va ser abandonada i el 1524 la ciutat va ser assaltada i cremada pels indígenes.

### El descobriment delMar del Sud
El 1513, Vasco Núñez de Balboa emprèn la conquesta dels territoris dels cacics Careta, Ponca i Comagre, on escolta per primera vegada de l'existència d'un altre mar per part de l'indigena Panquiaco, fill gran de Comagre, on es parlava d'un regne al sud de població tan rica que utilitzaven vaixelles i utensilis d'or per menjar i beure.
La notícia inesperada d'un nou mar ple de riqueses va ser presa molt en compte per Vasco Núñez de Balboa, que organitza una expedició que parteix de Santa María La Antigua l'1 de setembre de 1513. El dia 25 de setembre, Núñez de Balboa s'avança a la resta de l'expedició i s'interna en la serralada del riu Chucunaque, i abans del migdia aconsegueix arribar al cim de la serralada des d'on aconsegueix veure en l'horitzó les aigües del nou mar.
Quan l'expedició arriba a les platges, Núñez de Balboa va alçar les seves mans; en una estava la seva espasa i en l'altra un estendard de la Mare de Déu, va entrar a les aigües fins al nivell dels genolls i va prendre possessió del Mar del Sud en nom dels sobirans de Castella.
Núñez de Balboa va batejar al golf on va arribar l'expedició com a San Miguel, perquè va ser descobert el dia de Sant Miquel Arcàngel, 29 de setembre i al nou mar com Mar del Sud pel recorregut que va prendre l'exploració per l'istme rumb al sud. Aquest fet és considerat per la història de Panamà, com el capítol més important de la conquesta després del descobriment d'Amèrica.
Actualment a Panamà, amb el nom de Vasco Núñez de Balboa s'ha batejat a parcs i avingudes. A la ciutat de Panamà, davant de les costes s'erigeix un impressionant monument dedicat a la seva memòria i a la gesta del descobriment del Mar del Sud. En el seu honor s'ha batejat la moneda oficial de la República de Panamà amb la denominació de Balboa, on hi apareix el seu rostre en l'anvers d'algunes monedes. Així mateix, el principal port al Pacífic del Canal de Panamà i el districte que abasta l'arxipèlag de les Perles, també porten el seu nom.
La màxima condecoració atorgada pel Govern de la República de Panamà a personatges destacats i excel·lents és l'Orde Vasco Núñez de Balboa en els seus diferents graus.

### Fundació de laCiutat de Panamà

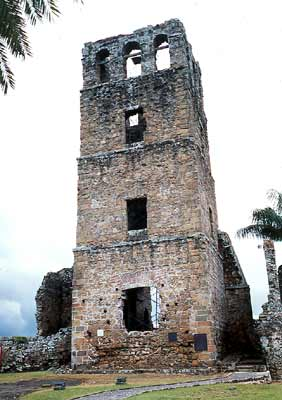
La nostra Senyora de l'Assumpció, Panamà Vell.

La ciutat de Panamà va ser fundada el 15 agost 1519 per Pedro Arias Dávila, conegut com a Pedrarias, i fou la primera ciutat espanyola en les costes del Mar del Sud o Oceà Pacífic i la més antiga de terra ferma que existeix fins avui com ciutat. La seva fundació va reemplaçar a les anteriors ciutats de Santa Maria la Antigua del Darién i Acla, i es convertí en la capital de Castella de l'Or El 15 de setembre de 1521, va rebre mitjançant Real Cèdula el títol de Ciutat i un Escut d'Armes conferit per Carles I d'Espanya.
La ciutat de Panamà va esdevenir el punt de partida per a l'exploració i conquesta del Perú i ruta de trànsit per als carregaments d'or i riqueses provinents de tot el litoral pacífic del continent americà que s'enviaven a Espanya. El 1671 la ciutat és atacada per les forces del pirata anglès Henry Morgan amb intencions de saquejar la ciutat. Per mesures de seguretat, de la població i els béns, el Capità General de Terra Ferma, Don Juan Pérez de Guzmán ordena evacuar la ciutat i volar els dipòsits de pólvora, amb la qual cosa va provocar un gegantí incendi que va destruir totalment la ciutat. Les ruïnes de l'antiga ciutat encara es mantenen, inclosa la torre de la seva catedral i són una atracció turística coneguda com a Conjunt monumental històric de Panamà la Vella, reconeguda com a patrimoni de la humanitat. La ciutat de Panamà va ser reconstruïda el 1673 en una nova localització a 2 km a l'oest-sud-oest de la ciutat original al peu del turó Ancón, coneguda actualment com el nucli antic de la ciutat.
El 1821, després de la independència de Panamà d'Espanya i la seva unió voluntària a la Gran Colòmbia de Simón Bolívar, la ciutat de Panamà passa de Capital de Castella de l'Or i el Ducat de Veraguas, a ser la capital del Departament de l'Istme. La unió a Colòmbia es va dur a terme amb intencions autònomes que Colòmbia mai no va acceptar. El 1830, 1831 i 1832, Panamà es va intentar separar de Colòmbia, però la insistència del Libertador primer, i la raó de les armes després, van reunificar els territoris. Dins de les 6 guerres civils que hi va haver a Colòmbia durant el segle xix, la que va tenir a mitjan segle ocasiona la separació de Panamà el 1840, i adopta el nom d'Estat de l'Istme, per un any.
La febre de l'or a Califòrnia, el 1848, va convertir novament l'Istme en ruta de viatgers que creuaven camí a la costa oest d'Amèrica del Nord, i retornà l'auge comercial a la ciutat. En 1855 va començar operacions el Ferrocarril de Panamà, la primera via fèrria transoceànica des de la Ciutat de Panamà en el Pacífic fins a la costa atlàntica de l'istme.
El 1868 es va produir una revolta popular, i finalment el 12 d'agost de 1903 el Senat Colombià reunit en Congrés, va rebutjar el Tractat Herrán-Hay per tal de construir un Canal per part dels Estats Units, en considerar que menyscabava seva sobirania. La raó real del rebuig era deixar caure la concessió feta a la Companyia francesa del Canal, que vencia pel volts del febrer de 1904, i així assumir la propietat dels seus havers, i renegociar el Tractat amb l'estipulació que els 40 milions de dòlars que anaven a la Companyia, ara anirien al Tresor de Colòmbia. Els panamenys s'organitzen i declaren la separació el 3 de novembre de 1903. Estats Units reconeix als tres dies el nou estat, i impedeix amb la seva armada l'acció de Colòmbia per restablir l'autoritat central.
El 1903 la República de Panamà declara la seva Separació de Colòmbia i la ciutat de Panamà es converteix en la capital de la nova nació panamenya. Amb els treballs de construcció del Canal de Panamà es va millorar la infraestructura de la ciutat en aspectes com sanitat, l'erradicació de la febre groga i la malària, la reconstrucció de carrers i clavegueram, així com la introducció del primer sistema d'aigua potable.
Durant la Segona Guerra Mundial, la construcció de bases militars i la presència de gran quantitat de militars i personal civil nord-americans van portar nous nivells de prosperitat i comerç a la ciutat.
Durant els anys de 1970 i 1980, la ciutat de Panamà es va convertir en un dels centres bancaris més forts del món al nivell de la ciutat de Nova York, i el centre financer i d'assegurances més poderós de tota Llatinoamèrica. El 20 de desembre de 1989 l'exèrcit dels Estats Units envaeix la Ciutat de Panamà amb el propòsit de capturar el general Manuel Antonio Noriega, comandant en cap de la Forces de Defensa i l'últim dictador militar de la República de Panamà, que era acusat de narcotràfic en tribunals nord-americans. Com a resultat d'aquesta acció militar el barri del Chorrillo, on es trobava la comandància de les Forces de Defensa de Panamà va ser destruït en gran part.
En l'actualitat, la ciutat de Panamà, que inclou els districtes de Panamà i  San Miguelito principalment, així com altres districtes i corregimientos propers, supera els 1, 2 milions d'habitants, en una de les ciutats més avançades i cosmopolites del continent americà, amb nombroses atraccions turístiques i vacances, hotels i restaurants de classe mundial, casinos i centres comercials o malls internacionals, centres nocturns i recreatius, el centre bancari internacional, el centre d'assegurances i reassegurances, i els seus imponents edificis i gratacels, alguns d'ells entre els més alts de latinoamérica i el món. El desenvolupament megaportuari, la borsa de valors, de diamants i les transaccions immobiliàries són la tònica de l'inici del segle xxi.

## Època colonial espanyola
El 15 d'agost de 1519, Pedro Arias Dávila funda la Mare de Déu de l'Assumpció de Panamà a la vora de l'oceà Pacífic, que a part de respondre a les instruccions donades pel Rei Ferran d'erigir poblats, es va transformar en el centre de l'activitat del descobriment i obtenció de riqueses, amb la partida d'expedicions cap a l'istme de Centreamèrica i el Perú.

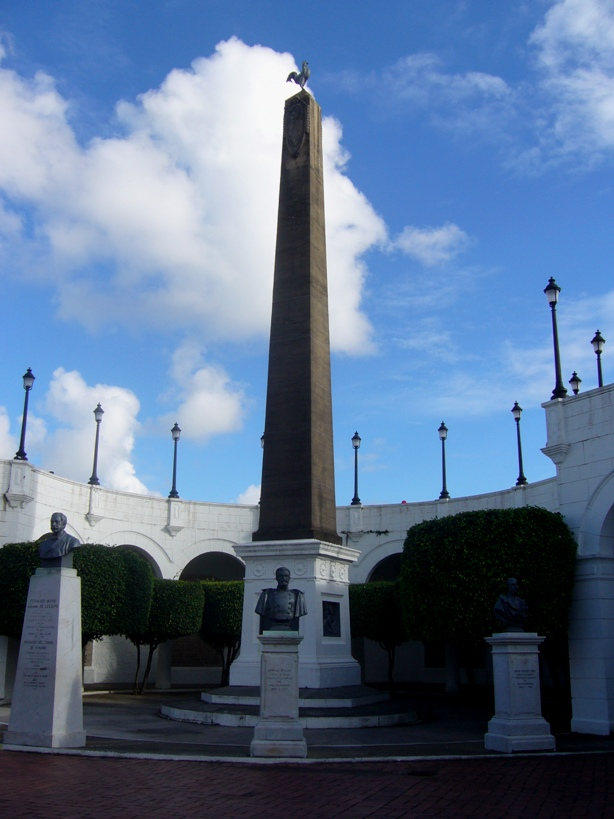
Les Voltes a la Plaça de França

Simultàniament a la fundació de Panamà, Pedrarias envia al seu lloctinent Diego de Albítez a repoblar Nombre de Dios en l'oceà Atlàntic, lloc que havia estat descobert per Cristòfor Colom i ocupat amb algunes barraques de palla per Nicuesa el 1510. Entre ambdós ports, es va establir el Camí Reial, una ruta en terra ferma que travessava l'Istme de Panamà per al transport de mercaderies i metalls preciosos entre ambdós oceans.
Gaspar de Espinosa en companyia del pilot Juan de Castañeda parteixen el juliol de 1519 amb una expedició que visitaria les terres dels cacics Paris, Escòria i Chagres, i fan un reconeixement de la costa septentrional del Mar del Sud, a bord dels vaixells de Balboa, el San Cristóbal i el Santa Maria de Buena Esperanza. A Punta Burica desembarca disposat a emprendre el seu viatge de retorn a Panamà per terra, mentre Juan de Castañeda continuava la navegació cap al nord fins a arribar al golf de Nicoya a Costa Rica. En el seu camí de retorn Espinosa va anar capturant indígenes amb la finalitat de dur-los a Panamà per ser repartits en comandories. El 1520, Gaspar de Espinosa estableix el seient de Natá, en territoris fèrtils convertint ràpidament en un centre agrícola i de frontera amb Veragua. Pedrarias declara la fundació de Natá el 20 de maig de 1522, la qual va ser atacada pels indígenes dirigits pel poderós cacic Urracà, el qual va agrupar entorn seu als pobles de les regions de Chiriquí i Veraguas, am la qual cosa va crear una oposició a l'avanç espanyol a l'àrea per gairebé una dècada. El 1531 mor el gran cap indi Urracà.
Pedrarias, interessat a trobar un estret marí que comuniqués ambdós mars, es va dedicar a organitzar un seguit d'expedicions com la de Gil González Dávila i Andrés Niño que van navegar i van desembarcar en l'actual Costa Rica i després a Nicaragua. Gràcies als indígenes González Dávila va conèixer l'existència de dos grans llacs, Nicaragua i Managua, i va pensar erròniament que es tractava d'un estret entre els mars.
Una altra expedició organitzada per Pedrarias va ser la del capità Francisco Hernández de Córdoba (fundador de Nicaragua), acompanyat per Gabriel de Rojas, Francisco Campañón i Hernando de Soto, que va partir a finals de 1523, amb la missió de fundar poblacions al llarg de tota la terra visitada per Gil González i Andrés Niño. Hernández de Córdoba va visitar part de Costa Rica i el 1524 va fundar l'assentament de Bruselas, prop de l'actual Puntarenas. A la vora del llac Cocibolca va fundar la ciutat de Granada i al nord del llac Managua va erigir l'assentament de León.
El 1523, Hernán Cortés havia conclòs la conquesta de l'Imperi Asteca i amb el propòsit de trobar un pas o estret entre els dos mars, va enviar Pedro de Alvarado amb destinació a Guatemala i Cristóbal de Olid amb direcció a l'actual Hondures, la qual cosa crèa una situació de picabaralles amb Pedrarias.
Cap al 1526 tant les exploracions enviades per Pedrarias des de Panamà com les de Cortés des de Mèxic havien demostrat que el tan anhelat estret de mar no existia a Centreamèrica. Llavors ja s'havien complert sis anys des que Fernão de Magalhães el 28 de novembre de 1520 descobrís a l'extrem meridional del continent l'estret dels Patagones que avui porta el seu nom.
El 20 de maig de 1524, Pedrarias autoritza l'expedició de Francisco Pizarro, Diego de Almagro i el sacerdot Hernando de Luque, la qual parteix el 14 de novembre des de Panamà cap a la conquesta del Perú.
Com a resultat de les exploracions a Centreamèrica i el Perú, es produeix un despoblament dels principals assentaments en l'istme. Aquesta situació és esmentada per Pedro Cieza de León el 1535, en una descripció de la ciutat de Panamà on indica que havent mort els antics conqueridors, els nous pobladors no pensaven a habitar Panamà més temps del necessari per fer-se rics, sense mires a colonitzar i establir-se en l'istme. Panamà va deixar de ser l'habitual centre d'exploracions, descobriments i conquesta per convertir-se en el lloc de pas de metalls preciosos i productes americans amb destinació a Europa, i alhora deixà de ser el centre de comerç de manufactures europees amb les quals l'Imperi Espanyol proveïa als mercats de les Índies Occidentals. La funció de ruta de trànsit va ser el paper que va assumir el territori panameny durant poc més de dos segles en l'època colonial espanyola.

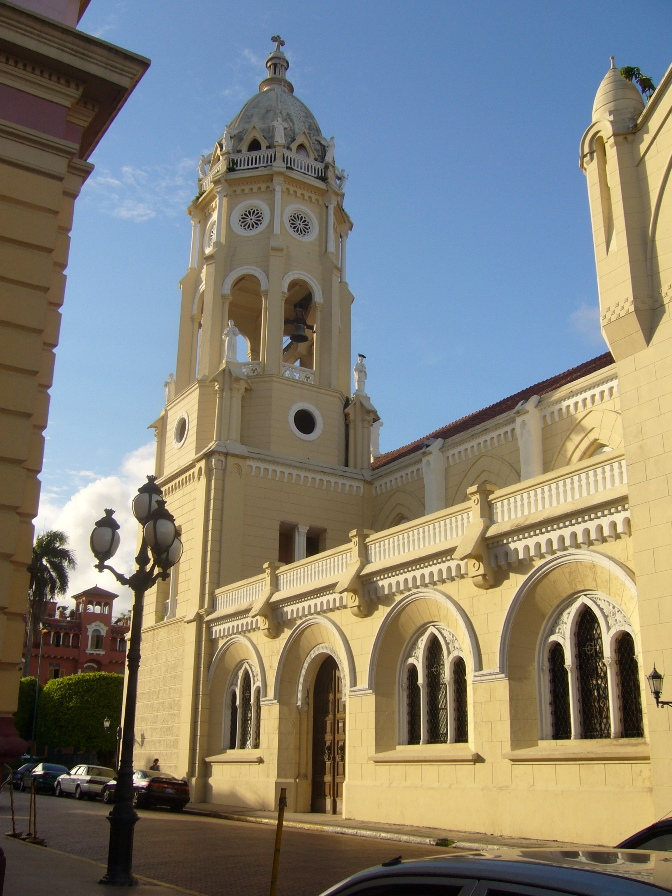
Església de Sant Francesc d'Assís al nucli antic de la Ciutat de Panamà

Les fires realitzades a la costa atlàntica de l'istme de Panamà, primer a Nombre de Dios el 1544 i a partir de 1597 a Portobelo, tenien com a objectiu primordial proveir d'articles europeus els mercats americans i enviar amb destinació a Espanya els metalls preciosos procedents del Perú. La importància d'aquest esdeveniment d'intercanvi comercial es posa de manifest en les dades subministrades que indiquen que entre 1531 i 1660, de tot l'or que va ingressar a Espanya procedent del Nou Món, el 60% va creuar per l'Istme de Panamà. L'última fira es va realitzar a Portobelo el 1737.
El camí ral era gairebé intransitable en època d'estació plujosa pel que es va pensar en una nova ruta. El 1536 es va autoritzar a la Municipalitat de Panamà a construir un magatzem a Venta Cruz o Cruz a la vora del riu Chagres, a set milles de la ciutat de Panamà. Davant les deplorables condicions en què es trobava el camí ral, el 1569 el Virrei del Perú, Francisco de Toledo, va ordenar construir un altre camí que passés per Cruz, que va ser anomenat Camino de Cruz. El lloc de l'antic poble de Crurz es troba sota les aigües del Llac Gatún al Canal de Panamà.
El riu Chagres representà per les autoritats espanyoles una possibilitat de servir com a part d'una ruta transístmica navegable. Amb aquest propòsit, el 1527 el governador Pedro de los Ríos va instruir Hernando de la Serna, Miguel de la Costa i Pedro Corso perquè fessin exploracions al riu Chagres, els quals van determinar que era favorable per ser utilitzat en una via per comunicar ambdós mars.
El 1529, Álvaro de Saavedra Cerón va ser el primer a proposar la construcció d'un canal interoceànic per l'Istme de Panamà, però el 1533 Gaspar de Espinosa escriu al Rei Carles I d'Espanya i li assenyala que el riu Chagres podria fer-se navegable a un cost molt baix i seria la ruta més útil del món, perquè afirmava que s'hi podia excavar un canal per a la navegació. Per ordres de la Corona espanyola es van fer altres exploracions al riu Chagres durant les Governacions d'Antonio de la Gamma i Francisco de Barrionuevo sense resultats encoratjadors.

### La Reial Audiència de Panamà
Va ser creada mitjançant Reial Cèdula del 26 de febrer de 1538 per Carles I i va ser la tercera Audiència del continent. S'hi incloïen les províncies de Tierra Firme (Castella d'Or i Veragua), tots els territoris que comprenen des de l'Estret de Magallanes fins al golf de Fonseca (les províncies del Riu de la Plata, Xile, Perú, la governació de Cartagena i Nicaragua).
La introducció des esclaus provinents del Senegal i l'ex-regne del Congo, va provocar aixecaments i atacs al Camí de Cruz, per part dels Cimarron com Felipillo i Bayano. La convivència entre blancs criolls, indis i negres va portar una barreja de races en l'istme.
Durant els segles xvi i xvii, Panamà va ser blanc de constants atacs per part de corsaris, filibusters i bucaners, com Francis Drake i Henry Morgan, així com alguns intents escocesos de colonitzar el Darién, en territoris denominats per ells com a Nova Caledònia.
Pel 1746 les flotes del Mar del Sud utilitzaven la ruta del Cap d'Hornos, que encara que era més llarga en distància, resultava ser més segura. El 1753 es va permetre als vaixells de registre utilitzar el port de Buenos Aires i amb les reformes de Carles III d'Espanya el 1764 es comença a obrir al comerç els ports d'Espanya i les Índies, la qual cosa va significar per a l'Istme la prostració econòmica. Els camps adquireixen importància econòmica i s'afebleix la vida urbana.
Els moviments separatistes transformen l'istme en lloc exportador d'exèrcits reialistes, ja que la situació d'Espanya i les seves colònies s'havia agreujat i els moviments conduïen a les guerres separatistes.
La Guerra de la Independència dels Estats Units va augmentar els moviments independentistes d'Espanya per part de diversos panamenys, que propugnaven un règim de llibertats comercials i civils, contra el desgastat règim monàrquic. El 1812 s'estableix el Virregnat de l'Istme de Panamà, com a resposta al contraban i es restableix el comerç per l'istme.
La invasió napoleònica a Espanya i les victòries de Simón Bolívar a Boyacá debiliten el poder de la corona espanyola a Amèrica, i empobreixen el comerç en l'istme. El 1815, Simón Bolívar en la seva profètica carta de Jamaica parla de l'associació dels estats de l'Istme de Panamà fins a Guatemala en una sola nació, la qual és vista amb admiració pels panamenys.

### Independència de Panamà d'Espanya
El moviment panameny d'independència de la Corona Espanyola s'inicia el 10 de novembre de 1821 amb els esdeveniments del Primer Crit d'Independència a La Villa de Los Santos per Rufina Alfaro, el qual va comptar amb el suport d'altres ciutats com Natá, Penonomé, OCU i Paritària.
L'exèrcit realista de la Ciutat de Panamà estava al comandament del General José de Fábrega, crioll oriünd de Panamà, la qual cosa va ser aprofitat per la gent de l'istme, la qual va obtenir la complicitat del General Fábrega, les societats patriòtiques i el clergat, que va contribuir econòmicament al moviment. El 28 de novembre, l'Ajuntament va convocar Cabildo Obert i en acte solemne, en presència de les autoritats militars, civils i eclesiàstiques, es van declarar trencats els vincles que lligaven l'Istme de Panamà amb Espanya. Entre els personatges il·lustres es trobaven José Higinio Durán y Martell, bisbe de Panamà, Dr. Carlos de Icaza, Mariano Arosemena, Juan de Herrera, Narciso de Urriola, José de Alba, Gregorio Gómez, Manuel María Ayala, Antonio Planas, Juan Pío Victorias, Antonio Bermejo, Gaspar Arosemena i Casimiro del Bal.
El 30 de novembre de 1821 les fragates de guerra Prueba i Venganza arriben a la Badia de Panamà acompanyades per tal de recollir la resta de les tropes espanyoles. Els capitans espanyols José de Villegas i Joaquín de Soroa signen un tractat de pau amb el Coronel José de Fábrega el 4 de gener de 1822, entre la monarquia espanyola i els patriotes on acorden la no-agressió als territoris de l'istme i la retirada de les tropes i tots els vaixells de la Corona Espanyola de la nova nació istmeña.
La manca de pressupost, el poc armament militar de què es disposava i la inseguretat de ser reconquerits per Espanya, posa en perill el seguiment de l'aventura independentista de l'istme, per la qual cosa es proposa la unió amb algunes de les noves nacions americanes, entre elles els veïns de la unió centroamericana i la nació del Perú que havia estat el principal soci comercial de l'Istme en l'època colonial.
No obstant això, els patriotes panamenys, que admiraven el lideratge i la visió de Simón Bolívar, prenen la precipitada mesura, que després li costaria car a la nació de l'istme, d'unir-se voluntàriament a la República de Colòmbia o Gran Colòmbia.

### Època d'unió a Colòmbia
Cap al 1810 els territoris corresponents a la Reial Audiència de Panamà estaven conformats per Castella de l'Or i el Ducat de Veragua (de la família Colom). En declarar la seva unió voluntària a la Gran Colòmbia de Simón Bolívar (Cundinamarca, Veneçuela i Quito), va ser dividida en dues províncies: la de Panamà (que comprenia la ciutat de Panamà, el Darién, les costes del golf d'Urabá al Carib i el Chocó) i la de Veraguas (que s'estenia des dels territoris centrals de l'Istme, la ciutat de Natá de los Caballeros, part de l'actual Costa Rica com Burica al Pacífic, la costa del golf dels Mosquits fins a la frontera de l'actual Nicaragua i les diverses illes en el Carib, com l'arxipèlag de San Andrés y Providencia, enfront de les costes de Nicaragua). Aquesta situació no va ser acceptada de bon grat pels habitants de l'istme, la qual cosa generaria en el futur situacions de distanciament amb el govern colombià i moviments separatistes.
El Congrés amfictònic de juny de 1826, sota l'ideal de Simón Bolívar, reuneix a Ciutat de Panamà a representants dels nous països del continent americà com Centreamèrica, la Gran Colòmbia, Mèxic i Perú, com una confederació en defensa del continent contra possibles accions de la Lliga de la Santa Aliança conformada per les potències europees i les seves reclamacions de territoris perduts a Amèrica.
El 1830 es produeix la Primera Separació de Panamà de Colòmbia. La Gran Colòmbia travessava per un caos polític pel fet que Veneçuela i Equador van prendre la decisió de separar de la confederació. Sucre havia estat assassinat i Bolívar va desistir del govern. El general José Domingo Espinar, Comandant Militar de l'Istme, declara la separació de Panamà el 26 de setembre de 1830, en no estar d'acord amb la inestabilitat del govern de Joaquín Mosquera, successor de Bolívar. Espinar li ofereix a Bolívar el govern de l'Istme, perquè lluités per l'adhesió dels altres països de la confederació, però Bolívar es trobava malalt i declina l'oferiment, i li demana a Espinar que reintegrés l'Istme de nou a la Gran Colòmbia. Panamà va ser reintegrada a la confederació l'11 de desembre de 1830, la qual insinuava la possibilitat d'una nació independent de la Gran Colòmbia.
El general Fábrega no recolzava la decisió de reintegrament de l'istme per part d'Espinar i se'n va cap a Veraguas, però deixa a càrrec del control militar de la Ciutat de Panamà el coronel Juan Eligio Alzuru. Els enemics d'Espinar convencen Alzuru de detenir-lo i enviar al desterrament. Amb la idea de proclamar-se dictador, Alzuru busca suport en el poble panameny i el seu sentit nacionalista, la qual cosa dona com a resultat la Segona Separació de Panamà de Colòmbia el 9 de juliol de 1831. Alzuru es va convertir en un dictador i perdé el suport de la població panamenya. Amb 'arribada a l'istme del Coronel Tomás Herrera, en cooperació amb Fàbrega i altres panamenys il·lustres, Alzuru és capturat i afusellat. Mesos després, la nació de l'istme es torna a unir a Colòmbia, amb el desencís d'estar unit a un país en decadència, amb l'extinció de la Gran Colòmbia, ja que Veneçuela i Equador eren països independents, i la manca del lideratge de Simón Bolívar, deixava veure entre els panamenys que formar part de la República de la Nova Granada era innecessari, i feren néixer així societats i partits amb ideals separatistes a Panamà.
La guerra granadina de 1839, sota el comandament de general José María Obando, va llançar a la regió a un conflicte armat, al qual els habitants de l'istme se sentien aliens i preferien evitar. Desistint d'entrar a la guerra, es va crear una junta popular reunida a la Ciutat de Panamà el 18 de novembre de 1840, per declarar la separació de Panamà de Colòmbia per tercera vegada, sota el nom d'Estat de l'Istme. Encapçalat pel Coronel Tomás Herrera, es redacta la primera constitució panamenya, s'organitza l'economia i les institucions polítiques de la nació. Costa Rica i Estats. Units. reconèixen al nou país. Després de mesos de negociació el govern de Bogotà aconsegueix convèncer el Coronel Herrera de reintegrar l'istme sota l'acord de no emprendre càstig contra els secessionistes istmeños. Fent cas omís a l'acordat, una vegada reintegrat l'istme, el Coronel Herrera és bandejat i donat de baixa de l'escalafó militar.
En reintegrar l'istme de Panamà a la Nova Granada el 1841, les autoritats neogranadines entreveieren que Anglaterra tenia intencions de prendre possessió d'alguna regió panamenya per on es poguessin unir les dues costes per algun mitjà de comunicació, retallant el territori neogranadí. Proves d'aquesta apreciació eren els enclavaments anglesos a Amèrica Central (Belize i costa dels Miskitos); llavors va buscar la protecció dels EUA perquè salvaguardés la sobirania neogranadina a Panamà, oferint, a canvi, importants privilegis en aquesta part de l'istme. Amb aquest propòsit, el ministre de Relacions Exteriors de la Nova Granada, Manuel María Mallarino i l'encarregat dels negocis nord-americans Benjamin Bidlack signen, el 12 de desembre de 1846, el tractat Mallarino-Bidlack, on EUA garanteix la sobirania neogranadina a Panamà, i la Nova Granada concedeix als EUA el privilegi d'usar l'istme per a la construcció de vies de comunicació entre les dues costes. Així mateix, els Estats Units es comprometen a garantir la neutralitat de l'istme i el lliure trànsit entre els oceans Pacífic i Atlàntic, la qual cosa produeix l'entrada de l'exèrcit nord-americà en territori panameny i obrirà la porta a l'intervencionisme nord-americà a Panamà. Una de les conseqüències d'aquest tractat és el desànim dels panamenys en el desig de separar-se de la Nova Granada, durant la segona meitat del segle xix, en veure tropes nord-americana acantonades en el seu territori disposades a "garantir l'ordre".
El 1850 el general José Domingo Espinar i el Dr. E. A. Teller editor del diari "Panama Echo", duen a terme una revolució la matinada del 29 de setembre, que acaba amb la Quarta Separació de Panamà de Colòmbia. Obaldía, governador de l'Istme, no estava d'acord amb aquesta separació, ja que veia l'istme encara no preparat per assumir el control del seu destí, i el convenç de desistir i reintegrar novament a l'istme.
La Febre de l'or de Califòrnia, va produir la migració de viatgers de tot el món per diverses rutes, la qual cosa convertia Panamà en la via més curta i factible entre l'est i l'oest del continent americà, i feú reprendre la idea de la construcció de vies de comunicació com canals i ferrocarrils per al pas de mercaderies i passatgers. Els drets per a la construcció i administració de l'obra per part dels Estats Units en territori panameny van ser negociats pel govern de Bogotà a través del Conveni Paredes-Stephens. El 28 de gener de 1855 s'inaugura el Ferrocarril de Panamà per part del president de la Nova Granada, el panameny José de Obaldía. Una de les obres d'enginyeria més importants d'aquesta època, que travessava l'istme, i convertia a la Ciutat de Panamà en la primera gran metròpoli que va tenir Colòmbia. Sota el lideratge de William J. Aspinwall, John L. Stephens i James L. Baldwin, es completa la construcció del ferrocarril, tot i les grans dificultats per causa del clima i les malalties.
Justo Arosemena, il·lustre estadista triat representant de l'Istme davant el Congrés Granandino, va aconseguir el 27 de febrer de 1855 que s'incorporés a la constitució, per mitjà d'un Acte Legislatiu, la creació de l'Estat Federal de Panamà.
El 15 d'abril de 1856 van ocórrer una sèrie de fets violents entre panamenys i nord-americans coneguts com "l'incident de la tallada de síndria". El nord-americà Jack Olivier, decideix comprar-li al panameny José Manuel Luna una tallada de síndria, la qual es va menjar i per la qual es va negar a pagar un real o 5 centaus de dòlar. Això va generar una discussió que va finalitzar quan Olivier treu una arma, dispara i escapa després del lloc. Això va provocar una baralla entre panamenys i nord-americans, on s'acaba per incendiar les instal·lacions del ferrocarril, un fet que provocà que els soldats nord-americans reprimissin a la població panamenya, amb un saldo de 16 morts nord-americans i 2 morts panamenys. El govern dels Estats Units va acusar la policia de Nova Granada d'haver-se posat de part dels panamenys i permetre'ls assaltar i saquejar propietats nord-americanes, amb la qual s'indicava la incapacitat de mantenir l'ordre i subministrar protecció adequada per al trànsit nord-americà per Panamà.
El 19 de setembre d'aquest any, l'exèrcit nord-americà desembarca un destacament militar per a la protecció de l'estació de ferrocarril i restablir l'ordre a la Ciutat de Panamà. Aquesta ocupació és considerada el primer cas d'intervenció armada a Panamà per part del govern nord-americà, amb el motiu de garantir la neutralitat i el lliure trànsit a través de l'istme. El 10 de setembre de 1857 el govern granadí accepta la seva culpabilitat i signa el Tractat Herrán-Cass, pagant una indemnització de 412.394 $ (dòlars nord-americans en or), pels danys causats pels panamenys.
El 5 de juliol de 1874 es funda la Compagnie Universelle du Canal Interocéanique per part del comte de Lesseps, amb el propòsit de construir un canal a nivell per Panamà. Els francesos van iniciar els treballs el gener de 1881, però les grans despeses i el poc control existent, sumat al desconeixement de la forma de transmissió de malalties a la regió com la febre groga i la malària es van convertir en el principal obstacle per a la construcció del canal. Entre els treballadors altament qualificats que van arribar a l'istme per a la construcció del canal per part de França es trobava l'enginyer francès Phillipe Bunau-Vareta, graduat de l'École Polytechnique i de l'École de Ponts et Chaussées, que a l'edat de 27 anys és designat Cap Interí de la Companyia del Canal.
La Compagnie Universelle du Canal de Panamà va ser intervinguda i liquidada el 15 de setembre de 1889. Com a causes probables per explicar el fracàs s'indiquen una mala administració, corrupció, alta mortalitat per malalties tropicals i la no acceptació per part del Comte de Lesseps de no canviar el projecte de canal a nivell per un de rescloses, com a alternativa i recomanació d'enginyeria per poder concloure l'obra. Com a esforços desesperats per salvar els diners de la companyia, s'autoritza a vendre actius i drets en l'istme als Estats Units, per part de Bunau-Vareta. L'aventura francesa a l'istme va durar deu anys a un cost aproximat de 1.400 milions de francs i una pèrdua de vides humanes propera als 20.000 morts.
Entre 1899 i 1902 es desencadena la Guerra dels Mil Dies entre liberals i conservadors, un fet que converteix l'istme en un sagnant camp de batalla on mor gran part de la joventut panamenya, com ho reflecteixen les batalles del pont de Calidonia al juliol de 1900 i la Aguadulce al febrer de 1901. El 22 novembre del 1902, conservadors i liberals van signar en el vaixell de guerra nord-americà "Wisconsin", el pacte anomenat la Pau del Wisconsin, on es dona per acabat el conflicte. El novembre de 1902 és capturat Victoriano Lorenzo, amb l'argument que no compartia l'acord de pau i que prendria de nou les armes. El govern colombià, temorós que el guerriller panameny fos posat en llibertat, decideix condemnar-lo a mort presentant-lo com un delinqüent comú. El 15 de maig de 1903 el cabdill liberal és executat a la Ciutat de Panamà. El seu cadàver mai va ser lliurat als seus familiars i amics.
El gener de 1903 es signa el Tractat Herrán-Hi entre Estats Units i Colòmbia per finalitzar la construcció del canal per territori panameny, el qual després no va ser ratificat pel senat colombià el 12 d'agost, amb l'argument que la clàusula que concedia sobirania a EUA sobre el canal i una franja a banda i banda, era inacceptable.

## Separació de Colòmbia
Si bé és cert que la independència de Panamà d'Espanya va ser un moviment aliè a la revolució bolivariana, la unió voluntària de la Nació de l'Istme a Colòmbia, a la recerca d'un millor futur sota el lideratge de Simón Bolívar, va ser una decisió presa pels habitants de l'istme el 1821, la qual va estar marcada per les situacions adverses viscudes en les diferents repúbliques colombianes com enfrontaments socials, decisions polítiques destarotades i una mala situació econòmica que no presentava una sortida a l'empobriment a què havia estat sotmesa la nació de l'istme.
Després de 17 intents de separació i 4 separacions declarades amb un posterior reintegrament de la unió amb Colòmbia, el fracàs de la construcció del canal per part dels francesos, la Guerra dels Mil Dies traslladada a territori panameny, l'afusellament del cabdill liberal Victoriano Lorenzo, el rebuig del senat colombià al tractat Herrán-Hi per a la construcció del canal interoceànic per part dels Estats Units serveixen de detonant per a un nou moviment separatista liderat pels pròcers com José Agustín Arango, Manuel Amador Guerrero, Carlos Constantino Arosemena, Nicanor de Obarrio, Ricardo Arias, Federico Boyd, Tomás Arias i Manuel Espinosa Batista.
José Agustín Arango, prominent ciutadà i polític de l'istme, va treballar en secret la preparació del moviment separatista i formà una junta revolucionària clandestina destinada a separar l'Istme de la sobirania colombiana, i així poder negociar directament amb els Estats Units la construcció del canal interoceànic per Panamà, ja que aquests exploraven la possibilitat de la construcció de la via entre Nicaragua i Costa Rica. Per la seva banda, el Dr Manuel Amador Guerrero va viatjar en secret als Estats Units a la recerca de suport per al pla. De la mateix manera, el moviment va obtenir a Panamà el suport d'importants caps liberals i el suport del comandant militar Esteban Huertas, i s'acordà la posada en marxa del pla separatista per un dia no definit del mes de novembre de 1903.
Els insistents rumors sobre un moviment a ciutat de Panamà, van fer que Colòmbia mobilitzés al Batalló Tiradors des Barranquilla, amb instruccions per reemplaçar al Governador José Domingo de Obaldía i al General Esteban Huertas, qui ja no gaudien de confiança per part del govern de Bogotà.
El matí del 3 de novembre de 1903, desembarca a la Ciutat de Colón el Batalló Tiradors, comandat pels generals Juan B. Tovar i Ramón G. Amaya. El contingent armat va haver de ser transportat cap a Ciutat de Panamà, però van ser informats de contratemps, per part de les autoritats del Ferrocarril de Panamà, que van actuar en complicitat amb el moviment separatista. No obstant això els generals i alts oficials van accedir a transportar-se a la Ciutat de Panamà sense les seves tropes.
Un cop arribats a Ciutat de Panamà, Tovar, Amaya i els seus oficials van ser arrestats per ordres del general Esteban Huertas, que comandava el selecte Batalló Colòmbia, la direcció del qual pretenien reemplaçar.
La decisió del General Huertas de donar suport al moviment separatista i arrestar els generals colombians depenia del suport que li oferís el General Domingo Díaz, el qual, al costat del poble del raval de Santa Ana va prendre les armes, i va formar un exèrcit de més de mil panamenys llestos per defensar la pàtria. La flota naval ancorada en la badia de Panamà es va rendir sense oposar resistència.
A la ciutat de Colón va quedar la tropa del Batalló Tiradors sota el comandament del coronel Eliseo Torres, que van ser sotmesos per les forces separatistes i obligats a salpar de l'Istme rumb a Colòmbia.
Tota la Ciutat de Panamà es trobava commocionada i en tots els barris s'escoltaven els crits de celebració i festa a la naixent República de Panamà. La tarda del 3 de novembre de 1903 el Consell Municipal de la Ciutat de Panamà presidit per Demetrio H. Brid es va reunir sota la voluntat del poble de ser lliure i d'establir un Govern propi, independent, i sobirà, sense la subordinació de Colòmbia, sota el nom de República de Panamà, decisió que va trobar immediatament suport a la resta del país.
El Consell Municipal de Panamà estableix el 4 de novembre una Junta Provisional de Govern conformada per José Agustín Arango, Federico Boyd i Tomás Arias, la qual va exercir funcions fins a febrer de 1904 quan la Convenció Nacional Constituent designa Manuel Amador Guerrero com a primer President Constitucional de la República de Panamà.
Hi va haver diversos intents per part del govern colombià per revertir la separació de l'istme, des de reunions d'alt nivell entre representants de Bogotà i Panamà, oferiments polítics com l'aprovació del tractat del canal que havia estat rebutjat i el trasllat de la capital de Colòmbia a Ciutat de Panamà, així com un fracassat intent d'invasió militar a través de les selves del Darién i fins a la invocació del tractat Mallarino-Bidlack que exigia als Estats Units sotmetre militarment al poble panameny per tal de restablir una sobirania colombiana sobre la nació de l'Istme. No obstant això la decisió per als panamenys ja estava presa i la República de Panamà va ser ràpidament reconeguda per les nacions llatinoamericanes, els Estats Units i les potències europees.
El 30 de març de 1922, el Congrés dels Estats Units va ratificar el tractat Thompson-Urrutia, que concedia a Colòmbia una indemnització per 25 milions de dòlars, amb el propòsit de "eliminar totes les desavinences produïdes pels esdeveniments polítics ocorreguts a Panamà el 1903", a més d'atorgar a Colòmbia el dret a trànsit gratuït pel Canal per vaixells de guerra i tropes. Arran d'aquest tractat es produeix l'intercanvi d'Ambaixadors, Nicolás Victoria Jaén per Panamà i Guillermo Valencia per Colòmbia, el que marca l'inici de relacions diplomàtiques i el reconeixement de tots dos països.

## Època republicana
Un cop declarada la Separació de Panamà de Colòmbia, el nou govern per mitjà del seu ambaixador plenipotenciari Philippe-Jean Bunau-Vareta, aconsegueix la signatura d'un tractat per a la construcció d'un canal interoceànic per l'istme amb el govern dels Estats Units d'Amèrica. El Tractat Hay-Bunau Varilla va permetre la construcció de la via que havia quedat inconclosa pel grup francès de Ferdinand de Lesseps i el govern de Colòmbia. La sorprenent obra d'enginyeria va ser acabada el 1914 utilitzant tecnologia avançada per a l'època com ara motors elèctrics amb sistemes de reducció per moure les comportes de les rescloses, sistemes de vies de ferrocarril per mobilitzar les tones de material excavat i la construcció del llac Gatún, el llac artificial més gran del món fins a aquesta època. Alguns aspectes en salut pública van resultar de rellevància, ja que es van considerar com un dels obstacles que van motivar el fracàs de l'empresa francesa. El sanejament i fumigació de les àrees, així com la reconstrucció dels aqüeductes i claveguerams de les ciutats de Panamà i Colón van ser decisius.

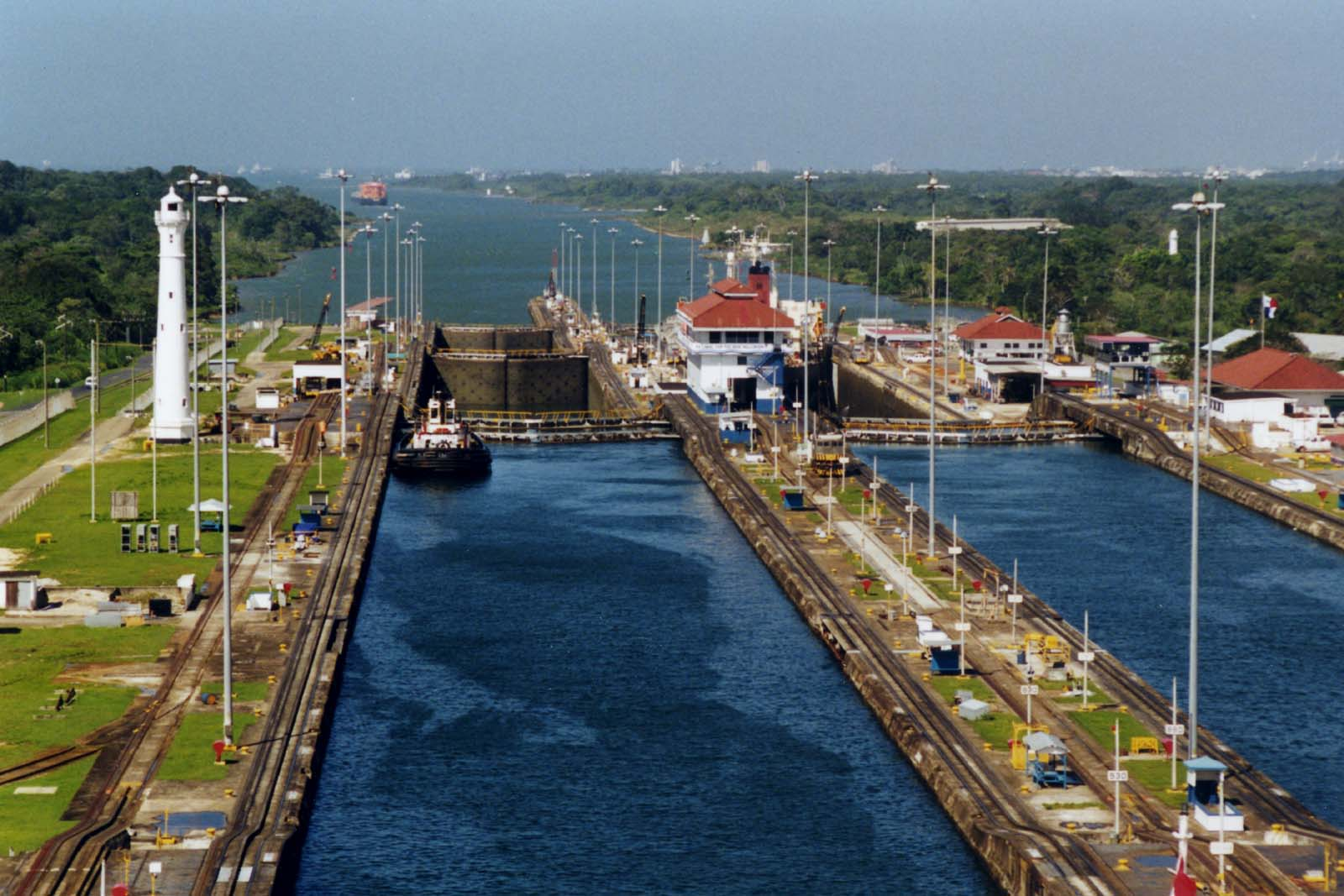
Rescloses del Canal de Panamà.

Els tractats del canal concedien l'administració d'una franja de terreny de 10 milles d'ample al llarg de la via interoceànica al govern dels Estats Units, que tot i que es reconeixia la sobirania de Panamà va generar situacions de conflicte entre ambdues nacions en dècades següents.
Les controvèrsies polítiques sorgides per la interpretació dels tractats, eren considerades com una amenaça a la sobirania panamenya i accentuaven les diferències entre les autoritats de l'Istme i les de la Zona del Canal. El 1914, el president Belisario Porras planteja per primera vegada la necessitat d'un nou tractat sobre el Canal de Panamà.
El Tractat Arias-Roosevelt de 1936, signat pels presidents Harmodio Arias Madrid de Panamà i Franklin Delano Roosevelt dels Estats Units, anul·la el principi de la intervenció militar nord-americana en els assumptes interns de l'estat panameny, i canvia el concepte jurídic de país protegit per Estats Units per garantir la seva independència.
El 1948 es crea la Zona Lliure de Colón com una institució autònoma de l'estat panameny, pel president Enrique Adolfo Jiménez, a través d'una zona franca que aprofita la posició geogràfica, els recursos portuaris i el canal com a pas de rutes navilieres mundials.
La signatura del Tractat Remón-Eisenhower de 1955, entre els presidents José Antonio Remón Cantera de Panamà i Dwight David Eisenhower dels Estats Units, li atorga nous avantatges econòmiques i el pagament d'arrendaments a Panamà pel canal.

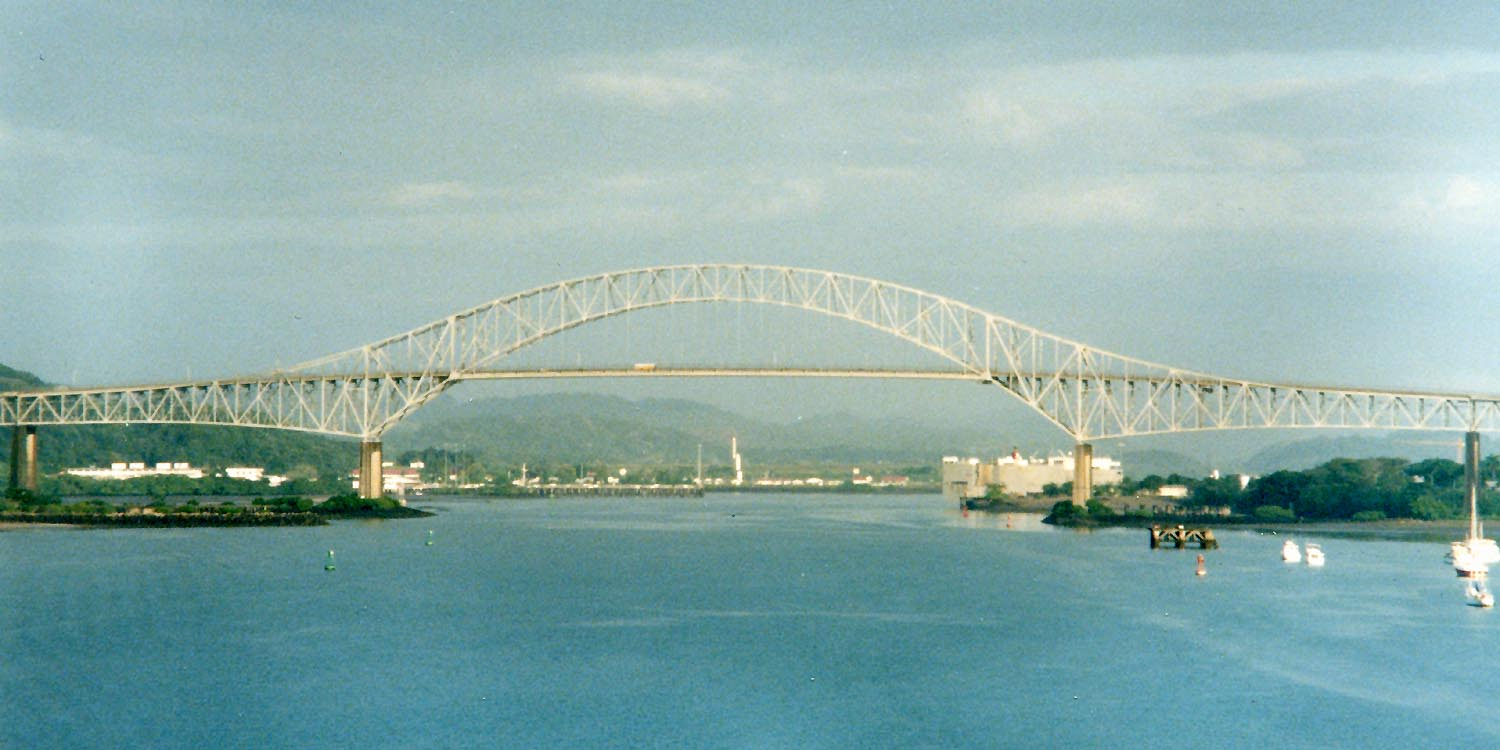
Pont de les Amèriques

El Pont de les Amèriques, l'estructura sobre el Canal de Panamà que uneix per via terrestre l'istme, és inaugurat el 12 d'octubre de 1962.
El 9 de gener de 1964, estudiants de l'Institut Nacional lideren un moviment que reclama la hissada de la bandera panamenya al costat de la nord-americana a la zona del canal, segons els acords Chiari-Kennedy de 1962, un fet que acaba en disturbis estudiantils i enfrontaments amb la població civil. Com a mesura per controlar la situació, el governador de la Zona del Canal autoritza l'exèrcit nord-americà a obrir foc contra civils panamenys, fet que deixa un saldo de 21 morts i més de 300 ferits. El president de Panamà Roberto F. Chiari, en una situació sense precedents en el continent americà, trenca relacions diplomàtiques amb els Estats Units d'Amèrica i declara el no reinici d'aquestes fins que s'acordés obrir negociacions per a un nou tractat. L'abril d'aquest any, les dues nacions reprenen relacions diplomàtiques i el president nord-americà Lyndon Johnson accedeix a iniciar converses amb el propòsit d'eliminar les causes de conflicte entre ambdues nacions.
El 1965, Panamà i Estats Units van signar la Declaració Robles-Johnson, entre els presidents Marco Aurelio Robles de Panamà i Lyndon Johnson dels Estats Units, en els quals es van tocar temes com l'administració del canal, l'exploració per un canal a nivell per una nova ruta, i la defensa de la via aquàtica.

## Dictadura militar
L'11 d'octubre de 1968, a pocs dies d'haver assumit la presidència el Dr Arnulfo Arias Madrid, els comandaments mitjans de la Guàrdia Nacional, liderats per Boris Martínez fan un cop d'estat. En el comunicat oficial els colpistes assenyalaren que l'intent per violar la voluntat popular a les eleccions legislatives, així com la integració il·legal del Tribunal Electoral, els havia portat a adoptar la decisió d'assumir el poder per mitjà d'un govern provisional que preparés el retorn a l'ordre democràtic. Aquest fet establí l'inici d'una dictadura militar al país que es va perllongar durant 21 anys, sota 4 règims diferents que van ser els següents
- Junta Militar (1968-1969)
- Omar Torrijos anomenat també "El Procés Revolucionari" (1969 a 1981)
- Rubén Darío Paredes (1981 a 1983)
- Manuel Antonio Noriega (1983 al 1989)

Sota aquests 4 règims es van produir xilis i desaparicions, i també moviments armats a favor del Dr Arnulfo Arias Madrid a Piedra Candela a la Província de Chiriquí i Huacas del Ige a la Província de Coclé que van ser derrotats per la Guàrdia Nacional, la qual cosa donà com a resultats perdudes humanes en ambdós bàndols. El 1972 el govern militar del General Torrijos emet una nova constitució política (segueix vigent) en la qual se'l reconeix com a líder del procés revolucionari de l'11 d'octubre i cap de l'estat panameny. Aquest període va ser per a un sector de la població una dictadura militar i per altres, l'inici d'un procés revolucionari de sectors populars que va comportar el desenvolupament de la igualtat social en grups socioeconòmics d'ingressos mitjans o baixos. Per a la gran majoria dels panamenys, Omar Torrijos va ser un líder popular, que va haver de governar un país amb el poder de les armes i sense l'oposició de partits polítics organitzats, els quals sempre van ser dirigits per les mateixes famílies de sempre, per la qual cosa es van es van eliminar i va crear el Partit Revolucionari Democràtic PRD, que va ser organitzat per ell en un règim de partit únic). Des d'aquest llavors per primera vegada se sentien altres cognoms en l'administració del govern. Torrijos, valent-se de bons assessors polítics i per guanyar simpatia entre el seu poble el qual l'acceptava com el seu líder, va poder alçar intel·ligentment l'estendard de la Sobirania Nacional. El 1977 el general Torrijos en qualitat de cap d'estat de Panamà i el president dels Estats Units, Jimmy Carter, signen els Tractats Torrijos-Carter que estableixen el lliurament de l'administració del Canal de Panamà i el tancament de totes les bases militars nord-americanes en territori panameny, amb la promesa que els militars panamenys retornin a les casernes i es reinstauri un sistema democràtic a Panamà. El 1981 mor el general Torrijos en un accident aeri, que se sospita que va ser orquestrat per la CIA dels Estats Units.

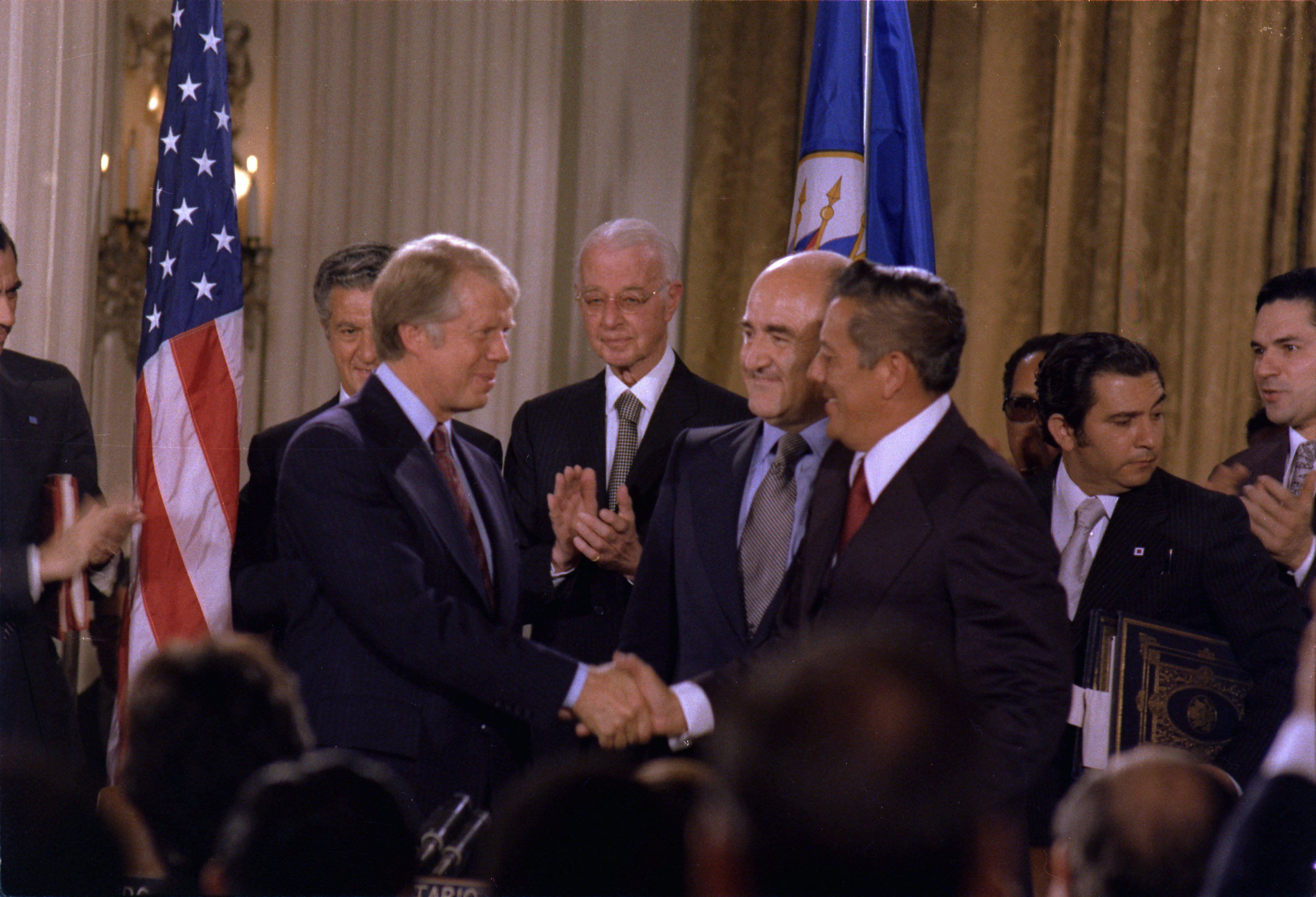
Signatura dels Tractats Torrijos-Carter

L'agost de 1983 ascendeix a comandant en cap de la Guàrdia Nacional el General de Quatre estrelles, Manuel Antonio Noriega, que transforma la institució armada en les Forces de Defensa de Panamà. El General Noriega va ser acusat de narcotraficant, de corrupció i frau electoral de 1984 pel doctor Hugo Spadafora, que va ser assassinat, pel seu segon, el coronel Roberto Díaz Herrera, un fet que va provocar protestes i manifestacions per part de la població panamenya, que van ser reprimides brutalment per les Forces de Defensa. Durant els següents anys, el país cau en una recessió econòmica i social, quan l'Índex de Desenvolupament Humà passa de 0,769 el 1985 - 0,765 el 1990; pateix una contracció del PIB durant dos anys seguits (1987: -1.8), (1988: -13.3). posteriorment, el maig del 1989, seguint instruccions del General Noriega, són anul·lats els resultats electorals de les eleccions presidencials.
El 20 de desembre de 1989 l'exèrcit dels Estats Units envaeix Panamà. El 3 de gener de 1990, al cap de dues setmanes de setge a la Nunciatura, Noriega es va lliurar a les tropes nord-americanes i 12 de gener el Pentàgon va donar per conclosa l'Operació Causa Justa. Noriega va ser portat davant els tribunals nord-americans acusat de narcotràfic, un fet que va marcar la fi de la dictadura militar a Panamà.

## Època democràtica
Durant la invasió, en un lloc no revelat, van prestar jurament Guillermo Endara, Ricardo Arias i Guillermo Ford com a president, vicepresident primer i vicepresident segon de la República, respectivament. Endara hauria estat el guanyador de les eleccions anteriors del 7 de maig de 1989, abolides pel règim militar de Manuel Antonio Noriega mercès a les quals, l'1 de setembre de 1989, pren possessió com a president de la República, Francisco Rodríguez Poveda, membre del Partit Revolucionari Democràtic.
El 27 de desembre de 1989, un nou escrutini pel Tribunal Electoral de les actes corresponents al 83,1% de les meses electorals va atribuir a Endara el 62,5% dels sufragis enfront del 24,9% de Carlos Alberto Duc Jaén, sustentat per la progovernamental Coalición de la Liberación Nacional (COLINA), integrada pel Partit Revolucionari Democràtic, el Partit Liberal, el Partit Laboral Nacional, i altres. Després d'aquesta certificació, el dirigent arnulfista va ser proclamat president i la seva presa de possessió va ser validada amb caràcter retroactiu. L'advocat es va inscriure com el postulant de l'Aliança Democràtica d'Oposició civilista (ADOC), que reunia tres formacions del centredreta i el nacionalisme moderat i antimilitar: el Partit Liberal Autèntic (PLA), de Arnulfo Escalona Rios, el PDC, de Ricardo Arias Calderón i el MOLIRENA, de Guillermo Ford Boyd, els dissidents legitimistes del PPA i el petit Partit d'Acció Popular (PAPA) van fer pinya també amb Endara. L'ADOC havia obtingut 51 dels 67 escons de l'Assemblea, 27 d'aquests, del Partit Demòcrata Cristià.
El 10 de febrer de 1990, el govern del President Endara va emetre un decret executiu en què reorganitzava la força policial. D'acord amb el decret executiu, les Forces de Defensa de Panamà quedaven abolides amb efecte retroactiu al 22 de desembre de 1989 i en el seu lloc es creaven una Policia Nacional (PN), un Servei Marítim Nacional (SMN), un Servei Aeri Nacional (SAN) i un Servei de Protecció Institucional (SPI). Posteriorment, el 15 de novembre de 1992 se celebrà un referèndum de reformes constitucionals entre les quals figurava l'abolició de l'Exèrcit, el qual va ser rebutjat per gairebé el 60% dels vots. Poc després l'antiga 'assemblea legislativa' aprovà l'abolició de l'exèrcit, que porta a la nació per primera vegada des de 1968 a un procés electoral transparent el 1994, on guanya el candidat d'oposició Ernesto Pérez Balladares, que per mitjà d'una combinació d'aliances a dins del PRD aconsegueix reprendre el poder polític perdut el 1989, i guanya amb només el 33% dels vots a causa de la inexistència d'una segona volta electoral al país i al fet que hi havia 7 candidats per a la presidència.
La gestió de govern 1994-1999 es va destacar per una reforma intensa de l'Estat Panameny, començada per Endara i continuada per Pérez Balladares. Aquestes reformes abastaven, entre d'altres, les privatitzacions d'institucions prestadores de serveis públics (nacionalitzades pel mateix partit a la dècada dels 60) d'energia (IRHE) i telecomunicacions (INTEL), les empreses de jocs d'atzar, els ports de Cristóbal i Manzanillo a la costa atlàntica i de Balboa al pacífic, de la cimentera estatal i del ferrocarril transístmic entre d'altres, un programa d'ajust econòmic i una reforma laboral que abarateix el procés d'acomiadament d'un treballador en favor dels empresaris.
Aquesta sèrie de tendències de tipus neoliberals si bé s'allunyen del sentit socialdemòcrata del partit, i afavoreixen l'individualisme i no la igualtat en la distribució de la riquesa, també estableixen un punt d'inflexió per al sorgiment de diverses teories polítiques dins del PRD i la posterior democratització interna de la majoria dels col·lectius polítics del país.
Es proposen també un seguit de canvis constitucionals, entre els quals s'incloïa la proposta perquè el President de la República de Panamà tingués l'opció que el poble el reelegís per a un segon mandat immediat. Al referèndum realitzat posteriorment, el 63,8% de la població va votar en contra de la proposta; el rebuig va ser considerat com un vot càstig al govern del president Ernesto Pérez Balladares.
Mireya Moscoso, vídua de l'expresident Arnulfo Arias, guanya les eleccions el 1999, i es converteix en la primera dona que presideix el govern panameny. El 31 de desembre de 1999, en fidel compliment dels tractats Torrijos-Carter, la República de Panamà assumeix el control total del Canal de Panamà.
El maig del 2004 guanya les eleccions Martín Torrijos Espino, fill del General Omar Torrijos. Va ocupar el càrrec des de setembre del mateix any, fins al 30 de juny de 2009.
Ricardo Martinelli, empresari milionari que va guanyar les eleccions el maig de 2009 amb un 61% de laceptación en contra de Balbina Herrera i Guillermo Endara, pren possessió de l'administració del govern el dia 1 de juliol de 2009.